# 아도
아도(阿道)는 아도(我道) 또는 아두(阿頭)라고도 한다. 아도에 대해서는 세 가지 다른 기록이 있다.
첫 번째는 순도가 고구려에 불교를 전한 때인 고구려 소수림왕 2년(372년)의 2년 후인 소수림왕 4년(374년)에 고구려에 입국하여 불교를 전한 승려로서의 기록이다.
두 번째는 《삼국사기》에 따르면 이 승려는 눌지왕(재위 417~458) 때 고구려에서 신라로 건너와 불법을 전했다. 소지 마립간(재위 479년~500년) 때 시자(侍者) 3명을 데리고 일선군(一善郡) 모례(毛禮)의 집에 머무르다가 죽었다. 이 두 번째 인물과 첫 번째 인물이 동일인인지 아니면 동명이인인지는 명확하지 않다. 이 두 번째의 아도가 신라에 전한 불교는 이후 법흥왕(재위: 514년-540년) 때 이차돈이 순교하여 이적을 보임으로써 널리 퍼지게 된다. 그의 행적에 대한 자세한 내용은 《해동고승전》에 나와 있다.
세 번째 기록은 《삼국유사》에 나오는데, 이에 따르면 아도는 고구려의 승려로, 5세에 출가하여 16세 때 위(魏)에 가서 아버지 굴마(堀摩)를 찾아 뵙고, 19세 때 다시 고구려에 돌아와 어머니 고도녕(高道寧)의 명을 받들어 미추왕 2년(263년)에 신라 왕가에 불교를 전파하려다 실패했다. 그 후 3년 동안 일선현(一善縣, 善山) 모례(毛禮)의 집에 숨어 있었으나 미추왕의 딸 성국공주의 병을 고쳐준 공으로 그때부터 불교의 전도를 허가받고 흥륜사(興輪寺)를 지었다. 미추왕이 죽은 후 사람들의 미움을 사 다시 모례의 집에서 땅굴을 파고 들어앉아 죽었다. 이 인물이 행적이 유사한 묵호자(墨胡子)와 동일인물인지는 불명하다.

## 참고 문헌
- 이 문서에는 다음커뮤니케이션(현 카카오)에서 GFDL 또는 CC-SA 라이선스로 배포한 글로벌 세계대백과사전의 내용을 기초로 작성된 글이 포함되어 있습니다.